# Sinacalia
Sinacalia es un género de plantas herbáceas perteneciente a la familia de las asteráceas. Comprende 5 especies descritas y de estas, solo 4 aceptadas.

## Taxonomía
El género fue descrito por  H.Rob. & Brettell y publicado en Phytologia 27: 274. 1973.

## Especies aceptadas
A continuación se brinda un listado de las especies del género Sinacalia aceptadas hasta agosto de 2012, ordenadas alfabéticamente. Para cada una se indica el nombre binomial seguido del autor, abreviado según las convenciones y usos.
- Sinacalia caroli (C.Winkl.) C.Jeffrey & Y.L.Chen
- Sinacalia davidii (Franch.) H.Koyama
- Sinacalia macrocephala (H.Robins. & Brettell) C.Jeffrey & Y.L.Chen
- Sinacalia tangutica (Maxim.) B.Nord.